# Mile Smodlaka
Mile Smodlaka (Spalato, 1º gennaio 1976) è un ex pallanuotista e allenatore di pallanuoto croato, ha iniziato la sua carriera da tecnico nello Jadran Spalato, squadra in cui ha militato e chiuso la carriera da giocatore.

## Carriera

### Giocatore

#### Club
Ha debuttato nella 1. Liga con il Jug Dubrovnik nel quale giocò per dodici anni. Un anno passò alla squadra montenegrina Akademija Cattaro, per poi finire la carriera da giocatore nello Jadran Spalato.

#### Nazionale
Con la Croazia partecipò a Sydney 2000, Atene 2004 e Pechino 2008. 
Da giocatore è stato campione mondiale nell'edizione di Melbourne 2007 con le barakude. e medaglia d'argento agli europei di Kranj 2003 e Firenze 1999.

### Allenatore
Ritiratosi dall'attività è diventato assistente della nazionale croata e nel 2020 è approdato alla panchina dello Jadran Spalato.
Il 19 dicembre 2021 guida la squadra spalatina alla vittoria della prima Coppa di Croazia della storia del club. , oltre al secondo posto in Lega Adriatica .Il 10 dicembre 2022, in seguito alla sconfitta in finale di Coppa di Croazia per mano del Jug Dubrovnik, lascia di comune accordo l'incarico di allenatore della prima squadra.

## Palmarès

### Giocatore

#### Trofei nazionali
- Campionato croato: 8

Jug Dubrovnik: 1999-00, 2000-01, 2003-04, 2004-05, 2005-06, 2006-07, 2008-09, 2009-10
- Kup Hrvatske: 8

Jug Dubrovnik: 2000-01, 2002-03, 2003-04, 2004-05, 2006-07, 2007-08, 2008-09, 2009-10

#### Trofei internazionali
- Eurolega: 2

Jug Dubrovnik: 2000-01, 2005-06
- Supercoppa LEN: 1

Jug Dubrovnik: 2006
- Coppe LEN: 2

Jug Dubrovnik: 1999-00
Akademija Cattaro: 2009-2010
- Coppa COMEN: 1

Jug Dubrovnik: 1998-99

### Allenatore

#### Trofei nazionali
- Kup Hrvatske: 1

Jadran Spalato: 2021-22

## Riconoscimenti
- Premio nazionale per lo sport "Franjo Bučar": 2005